# .ee
.ee is het achtervoegsel van domeinen van websites uit Estland.
Sinds 5 juli 2019 wordt de volledige .ee-zone publiekelijk gepubliceerd. Deze kan via een DNS zone transfer opgevraagd worden en de data mag zonder restricties worden gebruikt.